# توني كوليت
توني كوليت (بالإنجليزية: Toni Collette) ممثلة أسترالية من مواليد 1 نوفمبر 1972.

## جوائز
حصلت على أربع جوائز كأفضل ممثلة من معهد الأفلام الأسترالية، في 1994 عن دورها في فيلم زفاف موريل، وفي 1995 عن دورها في فيلم قصة ليليان، وفي 1998 عن دورها في فيلم الولد، وفي 2003 عن دورها في فيلم قصة يابانية، كما حصلت على جائزة نقابة ممثلي الشاشة كأفضل فريق ممثلين عن دورهم في فيلم ملكة جمال أطفال سنشاين, ورُشحت عدة مرات لجائزة الغولدن غلوب وجائزة الأوسكار.

## روابط خارجية
- توني كوليت على موقع IMDb (الإنجليزية)
- توني كوليت على موقع الموسوعة البريطانية (الإنجليزية)
- توني كوليت على موقع روتن توميتوز (الإنجليزية)
- توني كوليت على موقع مونزينجر (الألمانية)
- توني كوليت على موقع قاعدة بيانات الأفلام العربية
- توني كوليت على موقع ألو سيني (الفرنسية)
- توني كوليت على موقع ميوزك برينز (الإنجليزية)
- توني كوليت على موقع تيرنر كلاسيك موفيز (الإنجليزية)
- توني كوليت على موقع أول موفي (الإنجليزية)
- توني كوليت على موقع بوكس أوفيس موجو (الإنجليزية)